# Langues au Ghana
La langue officielle du Ghana est l'anglais. SIL International dénombre 81 langues au Ghana.

## Langues nationales
Il existe neuf langues nationales : l'akan (twi, fanti), le dagaare (wale), le dagbane, le dangme, l'ewe, le ga, le gonja, le kasem et le nzema.
Le haoussa est largement utilisé comme lingua franca chez les musulmans du Ghana.

## Langues africaines parlées
| Rang | Langue           | #          | %     |
| ---- | ---------------- | ---------- | ----- |
| 1    | Asante (Twi)     | 3 820 807  | 16,0  |
| 2    | Ewe              | 3 323 072  | 13,9  |
| 3    | Fanti            | 2 757 219  | 11,6  |
| 4    | Abron            | 1 172 537  | 4,9   |
| 5    | Dagbani          | 1 051 123  | 4,4   |
| 6    | Adangme          | 1 007 170  | 4,2   |
| 7    | Dagari           | 924 417    | 3,9   |
| 8    | Konkomba         | 831 393    | 3,5   |
| 9    | Akyem            | 763 406    | 3,2   |
| 10   | Ga               | 744 884    | 3,1   |
| 11   | Akuapem          | 626 228    | 2,6   |
| 12   | Nankansi et Gour | 588 365    | 2,5   |
| 13   | Kusaal           | 534 618    | 2,2   |
| 14   | Kwahu (en)       | 442 760    | 1,9   |
| 15   | Mamprusi         | 315 992    | 1,3   |
| 16   | Gonja            | 309 527    | 1,3   |
| 17   | Sefwi            | 305 356    | 1,3   |
| 18   | Wasa             | 273 482    | 1,1   |
| 19   | Nzema            | 271 671    | 1,1   |
| -    | Autres           | 3 759 567  | 15,8  |
| -    | Total            | 23 823 594 | 100,0 |

## Maîtrise des langues
| Aptitude à lire et écrire             | Pourcentage | Nombre     |
| ------------------------------------- | ----------- | ---------- |
| Aucune                                | 25,9        | 4 500 068  |
| Anglais seulement                     | 20,1        | 3 503 805  |
| Langue ghanéenne seulement            | 7,0         | 1 217 736  |
| Anglais et langue ghanéenne           | 45,8        | 7 970 890  |
| Anglais et français                   | 0,3         | 56 951     |
| Anglais, français et langue ghanéenne | 0,8         | 143 360    |
| Autre                                 | 0,0         | 45         |
| Total                                 | 100,0       | 17 392 855 |

Au total, 67,1 % de la population ghanéenne de 11 ans et plus sait lire et écrire l'anglais (soit 11 675 006 personnes), 53,7 % une des langues ghanéennes (soit 9 331 986 personnes) et 1,2 % le français (soit 200 311 personnes).
| Aptitude à lire et écrire             | Pourcentage | Nombre     |
| ------------------------------------- | ----------- | ---------- |
| Aucune                                | 28,5        | 4 334 846  |
| Anglais seulement                     | 18,2        | 2 769 334  |
| Langue ghanéenne seulement            | 7,0         | 1 069 871  |
| Anglais et langue ghanéenne           | 45,1        | 6 857 350  |
| Anglais et français                   | 0,3         | 51 607     |
| Anglais, français et langue ghanéenne | 0,8         | 125 372    |
| Autre                                 | 0,0         | 45         |
| Total                                 | 100,0       | 15 208 425 |

Au total, 64,5 % de la population ghanéenne de 15 ans et plus sait lire et écrire l'anglais (soit 9 803 663 personnes), 52,9 % une des langues ghanéennes (soit 8 052 593 personnes) et 1,2 % le français (soit 176 979 personnes).

## Français
1,2 % de la population ghanéenne de 11 ans et plus sait lire et écrire le français, soit 200 311 personnes.
Selon les recommandations du rapport analytique national portant sur le recensement de la population et de l'habitat du Ghana de 2010 :

« Le Ghana est entouré de pays francophones et l'on aurait pu s'attendre à ce qu'une part importante de la population au Ghana sache lire et écrire en français. À un pour cent, le niveau d'alphabétisation en français est faible. Il y a la nécessité d'améliorer le niveau d'alphabétisation en français afin d'approfondir la relation entre nous et nos voisins. L'enseignement obligatoire du français au niveau basique d'éducation est un pas dans la bonne direction. Cependant, il ne semble pas encore qu'il ait eu un impact significatif. La marche à suivre est d'intensifier et d'encourager l'enseignement du français et aussi des langues ghanéennes dans les écoles. ».
En avril 2019, le gouvernement ghanéen prévoit de faire du français l'une des langues officielles du Ghana en raison de l'entourage du pays par des pays francophones ( le Burkina Faso dans une moindre mesure, la Côte d'Ivoire et le Togo ) et de la présence d'une minorité francophone dans le pays.